# 岡山バイパス

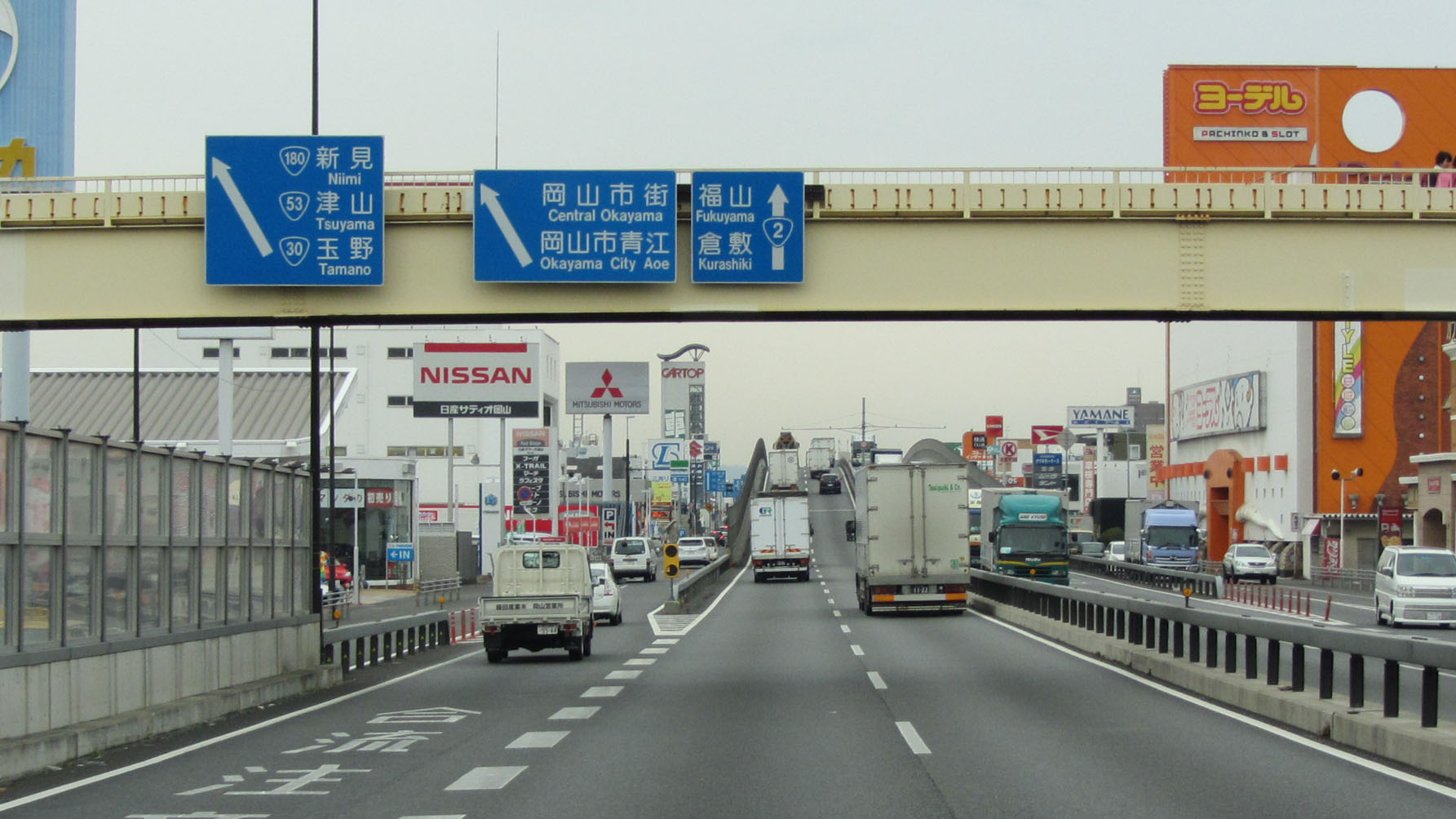
岡山バイパス
岡山県岡山市南区豊成 泉田高架橋付近

岡山バイパス（おかやまバイパス）は、日本の国道2号のうち、かつてバイパス道路として二次改築が行われた岡山県岡山市東区浅川から倉敷市中島字大西に至る区間である。岡山市・倉敷市における交通混雑の緩和及び交通安全の確保等を目的として計画・建設された。総延長は 38.3 km に及び、1日あたりの交通量が10万台を超える区間があるなど全国でも有数の規模を持つバイパス道路である。

## 概要
全線で4車線及び6車線で計画され、暫定2車線区間を含めながら1999年に全線開通した。
制限速度は後述する区間を除く全線で60 km/h（法定速度）である。このうち君津JCT - 大樋橋西交差点の区間については2010年（平成22年）に70 km/h制限へと引き上げられており、歩行者と自転車の通行が禁止された。自動車専用道路ではないため、原動機付自転車の走行は全線で可能であるが、走行の際には注意を要する。
本道路の整備に伴い、在来の国道2号本線は指定区間を外れ旧道となり、国道250号・岡山県道162号岡山倉敷線・国道429号にそれぞれ移管されている。これは終点の大西交差点（倉敷市中島）以西に整備された玉島バイパスについても同様で、大西交差点 - 玉島西IC付近（倉敷市玉島阿賀崎）の在来道が国道429号に移管されている。
具体的な構造については、区間ごとに記述する。
起点 - 旭川大橋（岡山市東区・中区）
本区間は本線と側道を分離したランプによって本線に出入りできる複断面方式になっており、信号機は設置されていない。起点から岡山ブルーラインとの分岐点である君津JCTまでの区間は暫定2車線で、同JCTから西は4車線となっている。岡山ブルーラインの無料化により同道路がバイパスとしての機能を持つようになり、君津JCT以東は起点の東区浅川までの交通量が減少している。
西大寺中野ICの上り線の合流地点では以前、信号機制御（合流車線側に感知式信号）で本線に合流する形式となっていた。しかし、この信号機付近で追突事故が多発したことから、2014年（平成26年）から2018年（平成30年）にかけて合流車線の延伸などの改良工事が行われ、設置されていた信号機が撤去された。。
旭川大橋 - 大樋橋（岡山市南区）
岡山市街南部を通る本区間は交差点部分を高架にする立体交差としている。2000年代半ばまで平面交差であった箇所が多かったため、新保（しんぼう）交差点付近を中心に慢性的に渋滞が発生していた。
このような交通渋滞の緩和のため、平面交差となっていた青江・新保の両交差点の立体交差化、福富西交差点の無信号化などを目的とする「岡山市内立体」事業（洲崎 - 西市、5.0 km）の工事が2006年（平成18年）10月から進められた。青江・新保の両高架橋の建設工事においては、『すいすいMOP工法』が用いられることにより工期が大幅に短縮され、工事から1年半後の2008年（平成20年）3月に完成している。
大樋橋 - 新田交差点（岡山市南区・都窪郡早島町・倉敷市）
本区間は6車線の街路方式で、ほとんどが平面交差となっていることから、朝夕を中心に激しい渋滞が慢性化している。このうち大樋橋西交差点については岡山環状道路（国道180号岡山西バイパス・岡山環状南道路）の整備に合わせて2023年（令和5年）2月までに立体交差化された。古新田交差点 - 新田交差点の10箇所についても交差点付近の立体化の計画が進められており、このうち古新田・妹尾東・妹尾西・無津・加須山の5交差点を立体化する岡山倉敷立体（I期）が2022年度（令和4年度）に事業化された。
新田交差点 - 終点（倉敷市）
倉敷市街南部を通る本区間は本線4車線・側道2車線で整備されており、終点から西は玉島バイパスに直結している。本区間の全線高架化後は長らく本線が暫定2車線の対面通行で、現在よりもランプが少なく渋滞が慢性化していた。
このような状況から、同様に渋滞が慢性化していた玉島バイパスの一部区間と共に本線4車線化やランプの新設を行う「倉敷立体」事業（新田 - 船穂町船穂、7.7 km）が2007年（平成19年）度に着工。新田 - 片島町（5.0 km）は2011年（平成23年）までに、残る片島町 - 船穂町船穂（2.7 km）は2020年（令和2年）に完成した。

### 路線データ
- 路線図 : Google マップ
- 起点 : 岡山市東区浅川
- 終点 : 倉敷市中島字大西（国道2号玉島バイパスと接続）
- 延長 : 38.3 km
- 規格 : 第3種第1級
- 設計速度 : 80 km/h
- 道路幅員 : 32.0 - 50.0 m
- 車線幅員 : 3.5 m（平面部一部 3.25 m)
- 車線 : 暫定2車線（完成4車線） - 完成6車線
- 最高速度 : 60 km/h 、70 km/h （君津JCT - 大樋橋西交差点）

## 歴史
1960年（昭和35年）に「岡山バイパス建設促進期成会」が設立され、翌1961年度（昭和36年度）から建設省中国地方建設局（当時）が調査。1963年（昭和38年）に事業化。1999年（平成11年）に全線開通となる。
当初の計画では、すべて立体交差とし、出入りはインターチェンジによって行う4車線の自動車専用道路とする予定だった。自動車専用道路にしようとしていた背景には、1960年代（昭和30年代半ば）から構想されていた「第二山陽道構想」（山陽自動車道計画の前身）があり、この構想では二次改築事業で整備したバイパス道路同士をつないで高規格道路を形成するというものだった。

### 年表
主な出来事を「全線開通まで」と「全線開通後」に分け説明。なお、地名は当時のものである。

#### 全線開通まで
- 1960年（昭和35年）11月：「岡山バイパス建設促進期成会」設立[14]。
- 1961年度（昭和36年度）：調査[15]。
- 1963年（昭和38年）：事業化。
- 1966年（昭和41年）
  - 8月6日：都市計画決定。
  - 同年、用地着手。区間の中央部に位置する都窪郡妹尾町箕島および都窪郡早島町より開始となる。
- 1968年（昭和43年）
  - 8月23日：都市計画決定。
  - この年、工事着手。4車線のうち2車線を先行整備する方針で行われる。
- 1970年（昭和45年）
  - 4月：初の開通区間となる都窪郡妹尾町 - 都窪郡早島町 (5.4 km) が暫定2車線供用。
  - 10月16日：都市計画決定。
- 1971年（昭和46年）
  - 3月8日：都窪郡妹尾町が岡山市に編入。
  - 4月：岡山市米倉 - 同市妹尾と、都窪郡早島町 - 倉敷市笹沖 (2.8 km) が暫定2車線供用。
- 1972年（昭和47年）
  - 5月9日：都市計画決定。
  - 10月：旭川大橋 (340 m) を供用し、岡山市倉田まで暫定供用。
- 1973年（昭和48年）
  - この年、百間川橋 (上り線: 389 m) を供用し、岡山市君津 - 同市倉田 (5.2 km) が側道経由ながら開通。また、倉敷市中島 - 同市大西 (1.3 km) が暫定2車線供用。
    - 岡山バイパス東側はこの年に部分開業した岡山ブルーラインもあわせて順調に供用していくが、西側は特に大高地区の用地取得に難航し供用がやや遅れる。ただし、1974年（昭和49年）度時点で、岡山・倉敷市街地のバイパス機能の確保に至った。

  - 6月4日：国道30号において重要な経過地の改正（同年6月8日施行、政令第150号）が行われ、都窪郡早島町、倉敷市および香川県坂出市が本四架橋に伴う国道30号の重要な経過地に追加[17]。これに伴い、岡山市青江 - 早島IC予定地が国道30号との重複区間となる。
- 1974年（昭和49年）4月12日：都市計画決定。
- 1975年（昭和50年）4月：バイパス側道に岡山県トラックターミナルが設置・供用開始され、大型車のバイパス利用が拡大。これに対応すべく、岡山・倉敷間において拡幅整備を推進。更に、1977年（昭和52年）度に全通した岡山ブルーラインを活用してバイパス機能が確保される。
- 1977年（昭和52年）：倉敷市新田 - 同市笹沖 (1.0 km) を暫定4車線供用。
- 1978年（昭和53年）4月：倉敷市笹沖 - 同市中島 (2.7 km) の側道部が供用。
- 1979年（昭和54年）：百間川橋 (下り線: 389 m) 完成。
- 1980年（昭和55年）：倉田高架橋 (415m) の完成により、倉田交差点が立体化。
- 1982年（昭和57年）：古城池高架橋 (上り線: 388 m) 完成。
- 1983年（昭和58年）：大高高架橋 (上り線: 1,106 m) 完成。
  - 大高地区の高架橋の順次完成により、高架本線部 (2.7 km) を暫定2車線で供用。
- 1987年（昭和62年）8月25日：岡山市君津 - 同市旭川東岸 (5.2 km) の4車線化完成。
- 1988年（昭和63年）3月17日：西大寺高架橋 (下り線: 2,104 m) が完成し、岡山市福治 - 同市君津 (5.0 km) の暫定2車線供用。岡山市米倉 - 都窪郡早島町(8.8 km)の6車線化完成。
- 1989年（平成元年）：この年、倉敷市中島 - 同市大西  (1.3 km) を暫定4車線供用。
- 1999年（平成11年）： 3月24日 - 岡山市浅川 - 同市福治  (5.0 km) を暫定2車線供用し、全線開通。

#### 全線開通後
- 2002年（平成14年）3月29日：倉田ランプ（下り線西向きオンランプ）を新設 (0.2 km) 。
- 2003年（平成15年）3月10日：早島町早島 - 倉敷市加須山 (2.5 km) を6車線化。
- 2006年（平成18年）10月13日：「岡山市内立体」事業 (岡山市洲崎 - 同市西市、5.0 km) の工事に着手。
- 2007年度（平成19年度）：「倉敷立体」事業（玉島バイパス区間を含む倉敷市新田 - 同市船穂町船穂、7.7 km）の工事に着手。
- 2008年（平成20年） 3月28日：「岡山市内立体」事業 (岡山市洲崎 - 同市西市、5.0 km) が完成。
- 2009年（平成21年）4月1日：岡山市が政令指定都市移行。経路上に東区・中区・南区が置かれる。
- 2010年（平成22年）
  - 3月12日：君津JCT (岡山市東区君津) - 大樋橋西交差点 (岡山市南区古新田) の最高速度の引き上げを岡山県警察が発表[3]。
  - 3月16日：「倉敷立体」事業のうち倉敷市新田 - 同市中島 (3.6 km) が完成[11]。
  - 3月31日：君津JCT (岡山市東区君津)  - 大樋橋西交差点 (岡山市南区古新田) の最高速度が 70 km/h に引き上げ[3]。
- 2011年（平成23年）3月10日：「倉敷立体」事業のうち倉敷市中島 - 同市片島町 (1.4 km) が完成[12]。これにより同事業の岡山バイパス区間の4車線化が完了。
- 2014年（平成26年）6月4日：西大寺中野IC (岡山市東区西大寺中野) の改良工事に着手[4]。
- 2018年（平成30年）2月23日：西大寺中野IC（岡山市東区西大寺中野）の改良工事が完成[5]。上り線オンランプが延伸、同地点の信号機制御による合流が廃止となった。
- 2020年（令和2年）3月14日：「倉敷立体」事業（倉敷市新田 - 同市船穂町船穂、7.7 km）が完成[13]。
- 2021年（令和3年）2月：岡山市古新田 - 倉敷市新田間についてすべての交差点を部分立体化する方針決定[10]。
- 2022年（令和4年）
  - 2月：岡山市古新田 - 倉敷市新田間の立体化に関する都市計画決定[10]。
  - 4月：「岡山倉敷立体（I期）」が事業化[9][10]。
  - 4月10日：「一般国道180号 岡山環状南道路」事業による大樋橋西交差点の下り線が立体化[18]。
- 2023年（令和5年）2月23日：大樋橋西交差点の立体化が完成[7]。

## 路線状況

### 重複区間
- 国道30号（岡山市南区青江〈青江交差点〉 - 都窪郡早島町早島〈早島IC〉）[17]

### 道路施設
主な橋梁
- 竹原高架橋（437 m）
- 秋芳川橋（275 m）
- 西大寺高架橋（上り線: 1987年完成、延長 822 m 、幅員 8.0 m）（下り線: 1987年完成、延長 2,104 m、幅員 8.0m）
- 百間川橋（上り線: 1973年完成、延長 389 m 、幅員 11.8 m）（下り線: 1979年完成、延長 389 m 、幅員 11.9 m）
- 倉田高架橋（上下線: 1970年完成、延長 415 m 、幅員 17.0 m）
- 平井高架橋（292m）
- 旭川大橋 （上下線: 1972年完成、延長 340 m 、幅員 28.2 m）
- 洲崎高架橋（上り線: 1973年完成、延長 943 m 、幅員 8.0 m）（下り線: 1977年完成、延長 943 m 、幅員 8.0 m）
- 豊成高架橋（上り線: 1973年完成、延長 335 m 、幅員 8.0 m）（下り線: 1978年完成、延長 335 m 、幅員 8.0 m）
- 青江高架橋（上下線: 2007年暫定供用）
- 泉田高架橋（上り線: 1975年完成、延長 664 m 、幅員 8.0 m）（下り線: 1973年完成、延長 664 m 、幅員 8.0 m）
- 新保高架橋（上下線: 2007年暫定供用）
- 米倉高架橋（上下線: 1973年完成、延長 1,083 m、幅員 8.0 m）
- 大樋橋（）（150 m）
- 大樋橋西高架橋
- 古城池高架橋（上り線: 1982年完成、延長 388 m 、幅員 8.0 m）
- 大高高架橋（上り線: 1983年完成、延長 1,106 m 、幅員 8.0 m）
- 小溝高架橋（261 m）
- 大西高架橋（下り線: 1989年完成、延長 874 m 、幅員 8.0 m）

### 交通量
全線を通した平均交通量は7万5845台。全体的に交通量が多いが、とりわけ岡山市内の交通量は9万 - 10万台で推移しており、特に旭川大橋で記録した10万9256台は県内最多である。前回2005年（平成17年）調査時と比較して交通量が飛躍的に増加しているのは大高交差点から終点の大西ランプで、ここは今回調査時までに倉敷立体の4車線工事が完了したことにより交通容量が増えている。起点から大樋橋（）までは全ての交差点が立体交差になっていることから信号が全くないため、これだけの交通量にもかかわらず混雑度が全線中最も低い。しかし、岡山西バイパスが交差する大樋橋西交差点からは、交通量がさほど減らないにもかかわらず交差点が平面交差になるため、信号による混雑・渋滞が多発する。流れは全体的に速く、とりわけ起点の浅川ランプから大樋橋西交差点までの連続立体交差区間のうち、君津JCTまでの区間は対面通行にも関わらず最も流れが速く、最高速度（法定速度）を超えている区間がほとんどである。君津JCTから大樋橋西交差点の区間でも法定速度の 60 km/h を超えている区間もあるが、調査年の2010年（平成22年）からこの区間では最高速度が 70 km/h に引き上げられている。全体的に広島方向よりも、姫路方向への流れの方が速くなっている。

#### 2010年（平成22年）
| 区間                          | 観測地点                     | 交通量     | 交通量     | 昼間 混雑度 | 昼間平均旅行速度 | 昼間平均旅行速度 |
| 区間                          | 観測地点                     | 2010年     | 前回比     | 昼間 混雑度 | 上り             | 下り             |
| ----------------------------- | ---------------------------- | ---------- | ---------- | ----------- | ---------------- | ---------------- |
| 浅川ランプ - 竹原ランプ       | 岡山市東区竹原1791番地       | 1万9784台  | +1237台    | 0.55        | 63.3 km/h        | 64.0 km/h        |
| 竹原ランプ - 福治ランプ       | 岡山市東区竹原1791番地       | 1万9784台  | -6113台    | 0.55        | 64.6 km/h        | 60.0 km/h        |
| 福治ランプ - 西大寺中野IC     | 岡山市東区富崎19番地         | 3万5109台  | -1014台    | 0.87        | 52.8 km/h        | 58.4 km/h        |
| 西大寺中野IC - 君津JCT        | 岡山市東区富崎19番地         | 3万5109台  | -1014台    | 0.87        | 55.2 km/h        | 64.9 km/h        |
| 君津JCT - 百間川橋            | 岡山市東区光津572番地        | 7万9315台  | +4136台    | 0.57        | 65.5 km/h        | 56.7 km/h        |
| 百間川橋 - 倉田交差点         | 岡山市東区光津572番地        | 7万9315台  | +4136台    | 0.59        | 60.7 km/h        | 51.6 km/h        |
| 倉田交差点 - 旭川大橋         | 岡山市中区平井1240番地       | 10万9256台 | +8132台    | 0.48        | 62.1 km/h        | 46.3 km/h        |
| 旭川大橋 - バイパス福富交差点 | 岡山市中区平井1240番地       | 10万9256台 | +8132台    | 0.72        | 62.1 km/h        | 46.3 km/h        |
| バイパス福富 - バイパス豊成   | 岡山市南区 豊成三丁目2番34号 | 9万5969台  | +9147台    | 0.66        | 54.3 km/h        | 41.9 km/h        |
| バイパス豊成交差点 - 青江     | 岡山市南区 豊成三丁目2番34号 | 9万5969台  | +9147台    | 0.66        | 43.9 km/h        | 34.0 km/h        |
| 青江交差点 - 米倉交差点       | 岡山市南区西市115番地        | 9万1821台  | +1372台    | 0.54        | 59.9 km/h        | 35.9 km/h        |
| 米倉交差点 - 大樋橋           | 岡山市南区西市115番地        | 9万1821台  | +1372台    | 0.93        | 55.3km/h         | 23.8 km/h        |
| 大樋橋 - 大樋橋西交差点       | 岡山市南区古新田1597番地     | 9万4026台  | -1125台    | 1.01        | 55.3km/h         | 23.8 km/h        |
| 大樋橋西交差点 - 古新田交差点 | 岡山市南区古新田1207番地     | 9万6123台  | +972台     | 1.31        | 31.0 km/h        | 26.2 km/h        |
| 古新田交差点 - 妹尾西交差点   | 岡山市南区妹尾2899番地       | 9万5060台  | -91台      | 1.39        | 22.2 km/h        | 27.7 km/h        |
| 妹尾西交差点 - 県道73号       | 岡山市南区箕島2828番地       | 8万4612台  | -2130台    | 1.07        | 22.9 km/h        | 58.1 km/h        |
| 県道73号 - 南区・早島町境     | 岡山市南区箕島2828番地       | 8万4612台  | -2130台    | 1.07        | 44.1 km/h        | 49.4 km/h        |
| 早島町・南区境 - 無津交差点   |                              | 8万2683台  | -4059台    | 0.94        | 44.8 km/h        | 49.4 km/h        |
| 無津交差点 - 早島中交差点     | 32.7 km/h                    | 8万2683台  | -4059台    | 0.94        | 39.9 km/h        |                  |
| 早島中交差点 - 金田口交差点   | 早島町早島3282番地           | 8万2683台  | -4059台    | 1.00        | 39.9 km/h        | 32.6 km/h        |
| 金田口交差点 - 早島・倉敷境   | 早島町早島2592番地           | 7万4187台  | -1185台    | 1.00        | 46.0 km/h        | 46.3 km/h        |
| 早島・倉敷境 - 加須山交差点   | 倉敷市加須山190番地          | 7万2690台  | -2682台    | 0.94        | 46.0 km/h        | 46.3 km/h        |
| 加須山交差点 - 新田ランプ     | 倉敷市加須山190番地          | 7万2690台  | -3485台    | 0.94        | 45.6 km/h        | 51.3 km/h        |
| 新田ランプ - 大高交差点       | 倉敷市笹沖1054番地           | 6万7647台  | -8528台    | 0.81        | 45.6 km/h        | 51.3 km/h        |
| 大高交差点 - 中島南交差点     | 倉敷市上富井627番地          | 5万9893台  | +1万7009台 | 0.69        | 66.6 km/h        | 51.5 km/h        |
| 中島南交差点 - 大西ランプ     | 倉敷市上富井627番地          | 5万9893台  | +1万7009台 | 0.91        | 66.6 km/h        | 51.5 km/h        |
| 平均                          | 平均                         | 7万5845台  | +1543台    | 0.85        | 50.0 km/h        | 46.0 km/h        |

#### 2005年（平成17年）
| 地点               | 交通量     | 交通量     | 混雑度 | ピーク時 旅行速度 | 休日率 |
| 地点               | 平日24時間 | 休日24時間 | 混雑度 | ピーク時 旅行速度 | 休日率 |
| ------------------ | ---------- | ---------- | ------ | ----------------- | ------ |
| 岡山市浅川         | 1万8547台  | 1万4931台  | 0.44   | 53.1 km/h         | 80.5 % |
| 岡山市竹原         | 2万5897台  | 2万0126台  | 0.62   | 51.8 km/h         | 77.7 % |
| 岡山市富崎         | 3万6123台  | 2万9229台  | 1.00   | 56.5 km/h         | 80.9 % |
| 岡山市沖元字古土手 | 7万5179台  | 6万883台   | 1.00   | 38.7 km/h         | 81.0 % |
| 岡山市洲崎一丁目   | 10万1124台 | 8万9463台  | 0.91   | 15.5 km/h         | 88.5 % |
| 岡山市豊成三丁目   | 8万6822台  | 7万1198台  | 2.07   | 16.1 km/h         | 82.0 % |
| 岡山市新保         | 9万449台   | 7万4074台  | 1.84   | 26.7 km/h         | 81.9 % |
| 岡山市妹尾         | 9万5151台  | 7万9525台  | 1.43   | 9.7 km/h          | 83.6 % |
| 岡山市箕島         | 8万6742台  | 6万3222台  | 0.95   | 16.6 km/h         | 72.9 % |
| 都窪郡早島町早島   | 7万5372台  | 6万1294台  | 1.29   | 41.3 km/h         | 81.3 % |
| 倉敷市二日市字大谷 | 7万6175台  | 5万9154台  | 1.27   | 16.0 km/h         | 77.7 % |
| 倉敷市笹沖         | 4万2884台  | 3万2125台  | 1.60   | 18.7 km/h         | 74.9 % |

#### 1999年（平成11年）
24時間交通量
- 岡山市浅川: 1万9469台
- 岡山市竹原: 2万5371台
- 岡山市富崎: 3万6140台
- 岡山市沖元字古土手: 7万5204台
- 岡山市洲崎一丁目: 11万3090台
- 岡山市豊成三丁目: 10万1323台
- 岡山市新保: 10万3209台
- 岡山市妹尾: 9万6792台
- 岡山市箕島: 7万5288台
- 都窪郡早島町早島: 7万3995台
- 倉敷市二日市字大谷: 6万9960台
- 倉敷市笹沖: 5万2039台

## 地理

### 通過する自治体
- 岡山市（東区・中区・南区） - 都窪郡早島町 - 倉敷市

### ランプ および 交差点
- 路線名の特記がないものは市町道。

| 施設名                          | 施設名               | 接続路線名                                        | 接続路線名                                        | 大阪 から (km) | 備考                              | 所在地     |
| ------------------------------- | -------------------- | ------------------------------------------------- | ------------------------------------------------- | -------------- | --------------------------------- | ---------- |
| 国道2号 姫路・備前方面          |                      |                                                   |                                                   |                |                                   |            |
| 浅川ランプ                      |                      | 国道250号                                         | -                                                 | 155.8          | 上り線オンランプ 下り線オフランプ | 岡山市東区 |
| 浅川ランプ                      | -                    | -                                                 | -                                                 | 155.9 156.0    | キロポスト補正                    | 岡山市東区 |
| 浅川ランプ                      |                      | 国道250号                                         | -                                                 | 156.3          | 上り線オフランプ 下り線オンランプ | 岡山市東区 |
| 竹原ランプ                      |                      | 県道83号飯井宿線                                  | 県道83号飯井宿線                                  | 158.5          |                                   | 岡山市東区 |
| 福治ランプ                      |                      | 県道37号西大寺山陽線                              | 県道37号西大寺山陽線                              | 160.7          |                                   | 岡山市東区 |
| 浅越ランプ                      |                      |                                                   |                                                   | 163.6          |                                   | 岡山市東区 |
| 西大寺中野IC                    | 西大寺中野           | 県道28号岡山牛窓線                                | 県道28号岡山牛窓線                                | 164.0          | 上り線オンランプ 下り線オフランプ | 岡山市東区 |
| 金田ランプ                      |                      |                                                   |                                                   | 164.5          | 上り線オフランプ 下り線オンランプ | 岡山市東区 |
| 君津JCT                         | 君津IC               | -                                                 | 岡山ブルーライン （県道397号寒河本庄岡山線）      | 165.7          |                                   | 岡山市東区 |
| 政津ランプ                      | 政津                 | 県道383号九蟠東岡山停車場線                       | 県道383号九蟠東岡山停車場線                       | 166.8          |                                   | 岡山市東区 |
| 政津ランプ                      | -                    | 岡山環状道路〔計画〕                              | 岡山環状道路〔計画〕                              |                |                                   | 岡山市東区 |
| 光津ランプ                      | -                    | 側道                                              | 側道                                              | 167.3          | 上り線オフランプ 下り線オンランプ | 岡山市東区 |
| 倉益ランプ                      | -                    | 側道                                              | 側道                                              | 168.6          | 上り線オンランプ 下り線オフランプ | 岡山市中区 |
| 倉富ランプ                      | トラックターミナル東 | 側道                                              | 側道                                              | 169.5          | 上り線オンランプ 下り線オフランプ | 岡山市中区 |
| 倉富ランプ                      | トラックターミナル西 | 側道                                              | 側道                                              | 169.7          | 上り線オフランプ 下り線オンランプ | 岡山市中区 |
| 倉田高架橋 倉田ランプ           | 倉田                 | 県道45号岡山玉野線                                | 県道45号岡山玉野線                                | 171.0          |                                   | 岡山市中区 |
| 洲崎高架橋                      | バイパス福富         | 県道40号岡山港線                                  | 県道40号岡山港線                                  | 172.7          |                                   | 岡山市南区 |
| 豊成高架橋                      | バイパス豊成         | 県道212号浦安豊成線                               | 県道212号浦安豊成線                               | 173.5          |                                   | 岡山市南区 |
| 青江高架橋                      | バイパス青江         | 岡山市道十日市西町・豊成線                        | 岡山市道十日市西町・豊成線                        | 174.2          |                                   | 岡山市南区 |
| 泉田高架橋                      | 青江                 | 国道30号                                          | 国道30号                                          | 174.9          |                                   | 岡山市南区 |
| 新保高架橋                      | 新保                 | 岡山市道鹿田本町・新保線                          | 岡山市道西市・当新田線                            | 175.8          |                                   | 岡山市南区 |
| 米倉高架橋                      | 米倉                 | 県道21号岡山児島線                                | 県道21号岡山児島線                                | 177.0          |                                   | 岡山市南区 |
| 東新田ランプ                    | -                    |                                                   |                                                   | 177.6          | 上り線オフランプ                  | 岡山市南区 |
| 大樋橋西高架橋                  | 大樋橋西             | 国道180号（岡山西バイパス）                       | 岡山環状道路〔計画〕                              | 177.8          |                                   | 岡山市南区 |
| 古新田                          | 古新田               | 県道61号妹尾御津線                                | 県道152号倉敷妹尾線                               | 178.9          |                                   | 岡山市南区 |
| 妹尾東                          | 妹尾東               | 岡山市道妹尾3号線                                 | 岡山市道妹尾98号線                                | 179.2          |                                   | 岡山市南区 |
| 妹尾西                          | 妹尾西               | 県道151号妹尾吉備線                               | 県道151号妹尾吉備線                               | 180.4          | 一般国道2号 妹尾西交差点改良      | 岡山市南区 |
| -                               | -                    | 県道73号箕島高松線                                |                                                   | 181.9          |                                   |            |
| 無津                            | 無津                 | 県道153号早島吉備線                               | 県道185号早島停車場線                             | 183.3          |                                   | 早島町     |
| 早島中                          | 早島中               | 県道187号早島松島線                               | 県道165号藤戸早島線                               | 184.2          |                                   | 早島町     |
| 長津                            | 長津                 | 早島町道12号線                                    | 早島町道13号線                                    | 184.7          | 早島ICからは進入不可              | 早島町     |
| -                               | -                    | E2 山陽自動車道 早島IC                            | E30 瀬戸中央自動車道 早島IC                       | 184.9          |                                   | 早島町     |
| 金田口                          | 金田口               | 県道152号倉敷妹尾線                               | 県道152号倉敷妹尾線                               | 185.7          |                                   | 早島町     |
| 西田                            | 西田                 | 倉敷市道西田15号線                                | 倉敷市道豊洲貫通線                                | 186.1          |                                   | 倉敷市     |
| 加須山                          | 加須山               | 県道74号倉敷飽浦線                                | 県道74号倉敷飽浦線                                | 187.3          |                                   | 倉敷市     |
| 新田ランプ                      |                      | 県道22号倉敷玉野線                                | 県道22号倉敷玉野線                                | 188.9          |                                   | 倉敷市     |
| 新田                            | 新田                 | 倉敷市道新川町藤戸1号線                           | 倉敷市道新川町藤戸1号線                           | 189.3          |                                   | 倉敷市     |
| 笹沖ランプ                      | 笹沖ランプ           | 美観地区方面（側道）                              | 美観地区方面（側道）                              | 189.8          | 上り線オンランプ 下り線オフランプ | 倉敷市     |
| 古城池高架橋                    | 笹沖                 | 倉敷市道駅前古城池霞橋線                          | 倉敷市道駅前古城池霞橋線                          | 190.0          |                                   | 倉敷市     |
| 笹沖ランプ                      | 笹沖ランプ           | 美観地区方面（側道）                              | 美観地区方面（側道）                              | 190.4          | 上り線オフランプ 下り線オンランプ | 倉敷市     |
| 大高ランプ                      | 大高東               | 側道                                              | 側道                                              | 191.0          | 上り線オンランプ 下り線オフランプ | 倉敷市     |
| 大高高架橋                      | 大高                 | 倉敷市道三田五軒屋海岸通3号線 県道274号福田老松線 | 倉敷市道三田五軒屋海岸通3号線 県道274号福田老松線 | 191.3          |                                   | 倉敷市     |
| 大高ランプ                      | 大高西               | 側道                                              | 側道                                              | 191.7          | 上り線オフランプ 下り線オンランプ | 倉敷市     |
| 東富井ランプ                    | 東富井ランプ         | 側道                                              | 側道                                              | 192.4          | 上り線オンランプ 下り線オフランプ | 倉敷市     |
| 中島ランプ                      | 中島ランプ           | 側道                                              | 側道                                              | 192.5          | 上り線オンランプ 下り線オフランプ | 倉敷市     |
| 小溝高架橋 中島ランプ           | 中島南               | 県道188号水島港線                                 | 県道188号水島港線                                 | 192.7          | 上り線オフランプ 下り線オンランプ | 倉敷市     |
| 大西ランプ                      | 大西                 | 国道429号                                         | 国道429号                                         | 194.1          |                                   | 倉敷市     |
| 国道2号（玉島バイパス）福山方面 |                      |                                                   |                                                   |                |                                   |            |

### 主な公共交通機関との接点・近接点
- 赤穂線（大多羅駅 - 西大寺駅）: 西大寺高架橋
- 岡山臨港鉄道の路線跡（新保駅跡 - 泉田倉庫）: 泉田高架橋
- 瀬戸大橋線・宇野線（備前西市駅 - 妹尾駅）: 米倉高架橋
- 水島臨海鉄道（西富井駅 - 福井駅）: （アンダーパス）

### 河川
- 百間川
- 旭川
- 笹ヶ瀬川
- 倉敷川

### 当該道路の位置関係
- （姫路・備前方面） - 岡山バイパス - 玉島バイパス - （福山方面）